# Diachromus
Diachromus is een geslacht van kevers uit de familie van de loopkevers (Carabidae). De wetenschappelijke naam van het geslacht is voor het eerst geldig gepubliceerd in 1837 door Erichson.

## Soorten
Het geslacht Diachromus is monotypisch en omvat slechts de volgende soort:
- Diachromus germanus (Linne, 1758)